# Louis-Antoine Beaunier
Pour les articles homonymes, voir Beaunier.
Louis-Antoine Beaunier (1779-1835) est un ingénieur des mines français, fondateur de l'école des mineurs de Saint-Étienne, aujourd’hui école nationale supérieure des mines de Saint-Étienne. Il fut également entrepreneur et l'un des pionniers de l'industrie métallurgique et des chemins de fer.
Il est le créateur de la première ligne de chemin de fer en France et d’Europe continentale, de Saint-Étienne à Andrézieux.

## Jeunesse et origine
Louis-Antoine Beaunier est né sur la paroisse de Saint-Aspais de Melun le 15 janvier 1779 dans une famille bourgeoise et lettrée. Avec son frère cadet Firmin-Hippolyte (1782-1867), il est l’aîné d’une fratrie de deux enfants issus d'Antoine-Louis Beaunier (1754-1811) et Clémentine Sourdeau (1756-1850).
Son grand-père Antoine Beaunier fut échevin de Melun de 1744 à 1751. Son père, Antoine-Louis, homme de lettres apprécié de ses concitoyens, obtient en 1791 d’exercer des  fonctions dans l'administration du département avant d'être proscrit sous le régime de la Terreur. Il se cache alors à Paris avant de retrouver une vie plus paisible après avoir obtenu, avec l'aide d'amis, « une mise en réquisition » par le comité de salut public. Libre de ses mouvements, il se consacre à l’éducation de ses enfants, notamment par l'étude du dessin et de la peinture « dans l'atelier de Regnault », formation qui permettra à Firmin-Hippolyte d’entamer une carrière d’artiste peintre. Antoine-Louis est successivement chef de bureau au ministère de l'intérieur puis chef de division à la direction générale des ponts et chaussées. Il meurt en 1811.

## Parcours professionnel

### École des Mines de Paris
Louis-Antoine Beaumier a 16 ans lorsqu'il se présente au concours de l’école des Mines de Paris. Il est reçu élève des Mines le 9 mars 1795 (19 ventôse an III), mais la loi du 22 octobre 1795 (30 vendémiaire an IV)  ayant réduit de moitié le nombre de places (40 à 20), un nouveau concours est organisé entre les élèves déjà reçus. À nouveau lauréat, il est définitivement admis et intègre l’école des Mines de Paris.
Pendant ses années de formation, il effectue deux voyages d'études ; en 1795, avec Picot la Peyrouse et Duhamel dans les Pyrénées et le Languedoc ; en 1797 avec Dolomieu dans les Alpes italiennes et dauphinoises.
En octobre 1798, il est nommé ingénieur des mines. Ses qualités intellectuelles le firent remarquer par Vauquelin qui le prend sous ses ordres dans le laboratoire de l’école des Mines de Paris.
En 1800, il visite les montagnes et les mines d’Auvergne et du Lyonnais et l’année suivante, avec son collègue de Gallois, il séjourne plusieurs mois sur les mines de plomb de Poullaouen et d’Huelgoat,

### Parcours professionnel

#### Ingénieur du Corps des mines[4]
Rapidement remarqué pour les qualités de ses travaux en minéralogie, il accède rapidement à des responsabilités. En 1802, il prend la direction de l’arrondissement minéralogique composé des départements des Ardennes, des Forêts, de la Meuse, de la Marne et de Seine-et-Marne, réduit, en 1805 à la demande des préfets concernés eu égard à la charge de travail nécessaire à la bonne conduite de la mission de l’ingénieur, aux départements de la Moselle et des Forêts avec résidence à Metz. Beaunier y réalisa l’atlas minéralogique de Saint-Pancré.
En 1807, il est chargé d’une mission pour la régularisation de l’exploitation des mines de houille aux environs d’Alais, dont il s’acquitte avec succès. De retour en Moselle, il réalise jusqu'à fin 1809, avec son collègue Calmelet, les opérations de délimitation des concessions du bassin houiller des environs de Sarrebrück, 
Il est nommé ingénieur en chef le 29 juin 1810 pour l’arrondissement minéralogique comprenant huit départements du Midi, dont les Bouches-du-Rhône et le Gard, avec résidence à Nîmes.
Des contestations s’étant faites jour dans les Bouches-du-Rhône sur le prix de la houille dans ce département, Beaunier est chargé d’une nouvelle mission en 1810 à l’issue de laquelle il montre que le prix élevé constaté est lié à une surconsommation du combustible consécutivement au trop grand nombre de fabriques de soude et non à une volonté des concessionnaires des mines.
En 1812, avec Cordier, il se voit confier une mission ponctuelle sur les accidents survenus dans les mines de Liège (département de l’Ourthe). Tout en étant toujours affecté à Nîmes, il entreprend, de la fin 1812 jusqu’au début 1813, avec Guenyveau, une topographie souterraine et extérieure du territoire houiller de Saint-Étienne et de Rive-de-Gier afin de permettre à l’administration de régulariser l’exploitation des mines dans le cadre de la loi du 21 avril 1810 sur les mines, les minières et les carrières.
Fin 1813, il est nommé directeur de l’école de Geislautern dans la Sarre, en remplacement de son prédécesseur Duhamel. Alors que jusqu’alors, ses missions avaient eu pour objet la conciliation, Beaunier est désormais directement dans l’action, obligé d’agir en entrepreneur responsable d’un lieu de production. En effet, l’école pratique de Geislautern a été conçue comme une usine-pilote pour la mise au point de nouveaux procédés métallurgiques selon les procédés anglais (fonte au coke et forge avec laminoir) et leur diffusion par l’enseignement. Les traités de Paris en 1814 et 1815 mettent fin à cette expérience inachevée.
Nommé ingénieur en chef de 1re classe en 1816, il prend la direction de l’arrondissement minéralogique de la Nièvre, du Cher, de l’Allier et de la Saône-et-Loire, ainsi que du département de la Loire conjointement avec de Gallois pour participer à la Commission temporaire des mines de la Loire chargée de déterminer définitivement les concessions houillères de Saint-Étienne. Les longues et délicates négociations de Beaunier pour arbitrer entre, d’une part, la multiplicité des intérêts et des prétentions des acteurs locaux et leur hostilité à l’encontre d’une intervention de l’administration et, d’autre part, les rigueurs de la loi de 1810 et la nécessité de régler l’exploitation des mines dans un but d’utilité générale, permirent de sortir d’une situation inextricable en adaptant la portée de la loi par des dispositions spéciales à la situation de Saint-Étienne.
Il est à l’origine de l’école des mineurs de Saint-Étienne créée en 1816. Dans la 2e promotion de l'École, il eut comme élève Jean-Baptiste Boussingault qui le décrit dans ses Mémoires comme un excellent pédagogue et géologue.
En 1822, il est chargé d’une tournée d’inspection dans les départements de l’Auvergne, du Dauphiné et de la Provence.
En 1824, il est nommé dans le grade d’inspecteur divisionnaire. Tout en restant directeur de l’école de Saint-Étienne, il  se rend périodiquement à Paris pour assister aux séances du Conseil général des Mines.
Il est appelé à donner son avis, en 1828, à la commission instituée pour enquêter sur les fers et à celle de 1832 sur les houilles.
En septembre 1830, Beaunier est appelé en service extraordinaire au Conseil d’État.
En avril 1832, il est nommé inspecteur général des Mines.
Le 29 janvier 1833, il est élevé au grade d'officier de la Légion d'honneur.
Souffrant depuis plusieurs années d’une vue déclinante, ainsi que de douleurs rhumatismales et gastriques aggravées par une intense activité professionnelle, son état de santé se détériore rapidement en 1835 jusqu’à son décès, à Paris, le 20 août de cette année. Il est inhumé le 21 août au cimetière de Montmartre.
À la suite du décès de Baunier, Delsière est nommé à la tête de l’arrondissement de Saint-Étienne.

## Réalisations
De son parcours professionnel et de sa brève expérience à Geislautern, Beaunier conçoit le projet d’associer un centre d’enseignement à un centre d’industries afin de former des techniciens et mettre en pratique les techniques nouvelles comme l’avait imaginé le Conseil général des Mines, mais sous une forme plus intégrée et dirigé par l’État dans le cadre d’un arrondissement industriel. Toutefois Beaunier innove en ne faisant pas de l’intervention de l’État une condition nécessaire, privilégiant l’association des industriels/capitalistes à l’État.

### L’école des mineurs de Saint-Étienne
En janvier 1816, Beaunier propose au directeur général des Ponts & Chaussées et des Mines un projet de création d’une école pratique des mines.
De ses travaux pour la délimitation et la réglementation des mines, ainsi que de sa brève expérience d’entrepreneur à Geislautern, Beaunier est fortifié dans l’idée, partagée dans le Corps des mines, de la nécessité de former des cadres subalternes des exploitations métallurgiques et minières ; « Le corps des Mines, fût-il formé des hommes d’Europe les plus profondément versés dans l’art des mines, il n’en suivra pas encore que les mines de France soient bien exploitées si les directeurs locaux d'exploitation sont dépourvus de l'instruction nécessaire[...] » Pour lui, le directeur instruit pourra « apprécier et suivre, dans les détails, les avis ou ordres émanant de l’administration des Mines. » Or, il n’y a pas dans le pays de lieu pour former les directeurs, qu’ils soient de mines, d’usines ou d’ateliers.
Pour Beaunier, la formation d’un nouveau personnel technique des mines et de la métallurgie (ingénieurs civils des mines) ne doit pas être uniquement descendante, hiérarchique, des ingénieurs de l’État aux ingénieurs civils. Au contraire, il innove en voulant établir entre ces deux catégories d’ingénieur, entre toutes les instances de commandement, un même « langage », une même unité de discours et de doctrine. C’est par une culture technique commune que s’établirait durablement un dialogue entre égaux, décrit par Beaunier comme des « rapports de convenances ». Ce point rencontre l’hostilité du Conseil général des Mines qui ne voit dans l’école des mineurs qu’une école pratique au sens le plus étroit formant « des bons conducteurs de travaux souterrains, des maîtres-mineurs… Il ne s’agit pas de former à Saint-Etienne des gens parfaits dans le principe. Il suffira que les élèves prennent une simple connaissance des premiers principes et qu’ils puissent quitter l’école au bout de deux ans. »
Le gouvernement, par le biais de Molé, directeur général des Ponts & Chaussées et des Mines, impose le statu quo en ne plaçant pas l’école de Saint-Étienne sous la tutelle du Corps des Mines, qui ne sera sollicité que pour donner un avis au directeur général sur l’enseignement dispensé et les délibérations du conseil d’administration de l’école, ainsi que pour fournir les professeurs qui seront choisis parmi les ingénieurs de l’arrondissement dont Saint-Étienne est le chef-lieu.
L’école des mineurs de Saint-Étienne est créée par l’ordonnance du 2 août 1816 et son organisation fixée par ordonnance du 6 août 1816. Becquey, directeur général des Ponts & Chaussées et des Mines, transmet aux préfets, par lettre du 20 juillet 1817, un exemplaire de l’ordonnance de 1816 accompagné de l’arrêté du 3 juillet 1817 portant organisation de l’école des mineurs de Saint-Etienne.
Pour Beaunier, cet enseignement technique doit également s’accompagner de travaux sur le terrain qui supposent l’accès à des exploitations minières. En octobre 1817, il propose parmi les concessions qui venaient d’être délimitées à la suite des travaux de la Commission temporaire des mines de la Loire, que deux réserves soient constituées pour l’école. Dans le cadre d’une association originale entre l’administration et le capital privé, il s’accorde avec Jovin Père et Fils, concessionnaire des mines du Cros, tant sur les aspects financiers que du négoce de la houille extraite de ces réserves. Mais Becquey, successeur de Molé, ne reprend pas ce projet craignant que l’école passe sous la coupe des professionnels de la houille.
À la mort de Beaunier, Roussel-Gall est nommé, en décembre 1835, directeur de l’école.
L’école des mineurs de Saint-Étienne devint un centre important de diffusion des techniques, un laboratoire reconnu au service des industries environnantes ainsi qu’une pépinière d’excellents ingénieurs.

### Entrepreneur
Parallèlement à l’émergence d’une communauté d’ingénieurs civils par le biais de l’école des mineurs, Beaunier met sur pied, dans la région stéphanoise, les bases d’entreprises métallurgiques et ferroviaires comme lieux d’apprentissage des nouvelles techniques. Il s’inscrit dans une démarche, souhaitée par les ingénieurs des Mines à l’époque, de créer des industries dont ils auraient la charge et qu’ils pourraient ériger en usines modèles pour fournir les procédés nouveaux aux industriels, le plus souvent autodidactes, sans que ceux-ci aient en assumer les risques d’élaboration. Toutefois Beaunier adapte cette démarche en n’opposant pas l'État à l’industrie mais en recherchant une collaboration entre eux au nom de l’utilité publique.

#### L’aciérie de la Bérardière
En 1816, sur les conseils de Beaunier reprenant son projet inabouti de Geislautern, le banquier parisien Milleret, receveur général des finances dans l’est de la France, entreprend la création d'une aciérie à la Bérardière, sous la raison sociale Beaunier, de Brou et Cie sur le Furens, près Saint-Étienne.
La nouvelle usine est établie sur les plans de Beaunier qui, sur autorisation du directeur général des Ponts & Chaussées et des Mines, Molé, dirige l'installation de toute la partie métallurgique de l'usine et peu après en prend la direction.
Pour la première fois en France, une usine affine des aciers bruts selon la méthode allemande. Ces « aciers naturels », ou bruts, proviennent des aciéries de Bonpertuis et d’Allivet (ou Alivet), en Isère appartenant à Milleret, du Nivernais et des Pyrénées. L’usine emploie principalement des ouvriers allemands ou alsaciens parmi lesquels Jean-Baptiste Bedel et Jacob Holtzer. L’usine se compose  à l’origine de cinq forges et quatre martinets. Elle produit des rubans damassés pour la confection des canons de fusils, l'acier dur pour revêtir les faces des batteries de fusils, des baïonnettes pour fusils, des fleurets, des limes, des ressorts pour voitures, des lames de couteau, un acier soudable affiné qui présente la dureté de l'acier fondu.
En janvier 1818, la Société d’encouragement pour l’industrie nationale décerne une médaille d’or à Milleret pour l’usine de la Béradière.
En 1819, la direction de l’usine est assurée par M. De Brou. Peu de temps après avoir participé à l’exposition des produits de l’industrie française de 1823 où les produits de l’usine reçoivent une médaille d’or, Beaunier quitte l’entreprise pour se consacrer à une autre activité industrielle, celle du chemin de fer. L'entreprise est en faillite en 1829, .
L’usine de la Bérardière est l’un des premiers exemples d’une association d’un capitaliste et d’un ingénieur mettant en œuvre des techniques nouvelles. Par la suite, Milleret et Beaunier construisent, en Dauphiné, les hauts-fourneaux de Saint-Hugon (1822) et de Rioupéroux sur la Romanche (1825).

#### Le chemin de fer de  Saint-Etienne à  Andrézieux
De longue date, les ingénieurs des Mines cherchent le meilleur moyen d’abaisser le coût des transports qui permettrait le développement des exploitations houillères. Le mémoire en 1818 de Gallois, de retour d’un voyage en Angleterre, décrivant les chemins de fer qu’il a pu y observer dans les régions minières qu’il visita, jette les bases des premiers projets en France ; Burdin, en 1820 estime que le remplacement de la traction animale par de « nouveaux moteurs » est source d’économie dans le transport des marchandises ; Furgan en 1823 propose un chemin de fer reliant les mines de Gardanne au port de Marseille.
En 1821, Beaunier, accompagné de Gallois et de Marcellin Boggio, se rend en Angleterre pour étudier de près la construction des chemins de fer ; le mémoire de Gallois de 1818 était selon lui d’ordre trop général. En s'appuyant sur le groupe financier qui a déjà fourni les capitaux nécessaires à l'installation des aciéries de la Bérardière et les actionnaires de la Compagnie des Mines de fer de Saint-Étienne (fondée en 1818-1820 par de Gallois), Beaunier construit la première ligne de chemin de fer en France, entre Saint-Étienne et Andrézieux, sur la Loire, qui, après avoir été concédée en 1823, est mise en service en 1827.
Dans cette nouvelle industrie, les ingénieurs des Mines, tel Beaunier, firent preuve de modernité et d’initiative en comparaison des ingénieurs des Ponts & Chaussées.
La Compagnie des mines et du chemin de fer d'Epinac le pria, en 1829, de faire partie de son conseil d'administration, mais déclinant la proposition il dut cependant céder aux sollicitations des responsables de la société, en faisant un voyage à Epinac à l'effet d'examiner l'état des choses et la meilleure direction à donner au chemin de fer.

## Hommage
Son nom est inscrit sur la façade du bâtiment de l'École nationale supérieure des mines à Saint-Étienne.

## Publications
- Mémoire sur la topographie extérieure et souterraine, du territoire houiller de Saint-Étienne et de Rive-de-Gier (département de la Loire). Par M. Beaunier, ingénieur en chef au Corps royal des mines, directeur de l'École de mineurs de Saint-Étienne, extrait des Annales des Mines, volume 1816, Paris, 1817